# Hypospila bolinoides
Hypospila bolinoides är en fjärilsart som beskrevs av Achille Guenée 1852. Hypospila bolinoides ingår i släktet Hypospila och familjen nattflyn. Inga underarter finns listade i Catalogue of Life.

## Bildgalleri

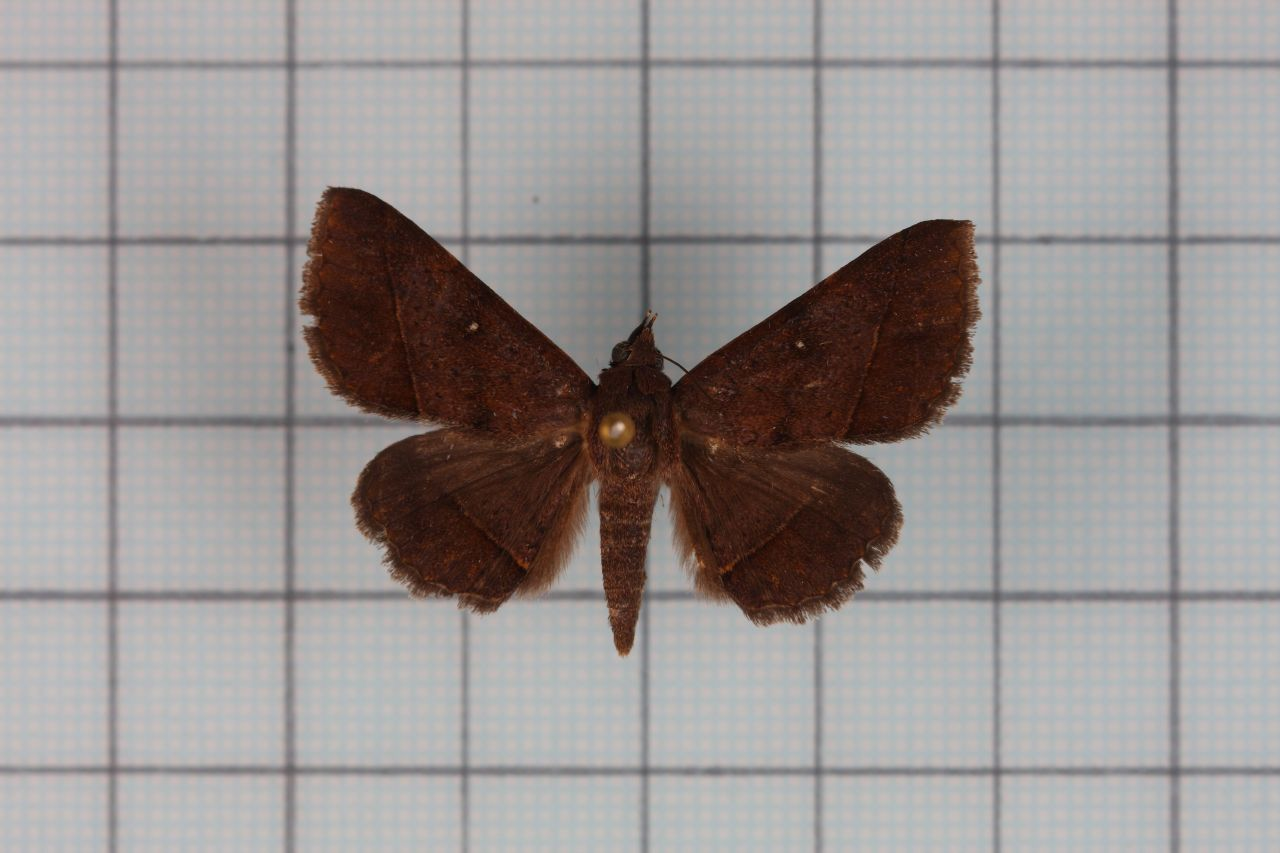